# 朱家角駅
座標: 北緯31度6分9.1秒 東経121度2分39秒 / 北緯31.102528度 東経121.04417度
朱家角駅（しゅかかくえき）は中華人民共和国上海市青浦区に位置する上海地下鉄17号線の駅である。

## 駅構造
1面2線を有する高架駅である。

## 駅周辺
- 朱家角鎮
- バスターミナル主に市内方面

## 歴史
- 2017年12月30日 - 開業。

## 隣の駅
上海軌道交通
■17号線
淀山湖大道駅 - 朱家角駅 - 東方緑舟駅